# Pratiloma ujjayi
Pratiloma is een pranayama (ademhalingstechniek) in yoga waarbij er sprake is van een tegengestelde nadi-ademhaling. Pranayama's hebben in yoga een tweeledig nut: de toevoer van zuurstof naar de hersenen en het voorzien van het lichaam van prana, ofwel levensenergie.
Bij pratiloma verloopt de inademing het ene maal via het linker- en de volgende keer bij de inademing via het rechterneusgat, waarbij de shiva mudra wordt gebruikt. Nadat de ademhaling gedurende vijf seconden is vastgehouden (kumbhaka) verloopt de uitademing via beide neusgaten en worden de longen volledig leeggeademd. Deze cyclus wordt drie tot zeven maal herhaald. Deze pranayama werkt tegengesteld aan anuloma.
Deze pranayama zou kalmerend werken, de spijsvertering bevorderen en het lichaam sterker maken. Verder zou het een positieve invloed hebben op de nachtrust, slijmoplossend werken en hulp bieden voor bijvoorbeeld astmapatiënten. Dit is geen pranayama die uitgevoerd zou moeten worden door mensen met hartklachten of problemen met de bloeddruk. Iemand die kwakkelt met de gezondheid moet voorzichtig zijn met alle pranayama's waar kumbhaka bij wordt toegepast.
volledige ademhaling · middenrifademhaling · flankademhaling · sleutelbeenademhaling · mondademhaling · neusademhaling

abhyantara bahya stambha vritti · activerende ademhaling · agni prasana · anuloma · anuloma viloma · bhastrika · brahmari · chandra bhedana · chatur mukhi · dirgha sukshma · kapalabhati · kevala kumbhaka · kumbhaka · murcha · nadi sodhana · ohm sahita rechaka · plavini · prachhardana · prana apana samyukta · pratiloma · sahita kumbhaka · sama vritti · samanu · sapta vyahrita · sargarbha sahita kumbhaka · sarva dwara baddha · sithali · sitkari · stambha vritti · sukha purvaka · suksama shwasa prashwasa · surya bhedana · tri bandha kumbhaka · ujjayi · vaya viya kumbhaka · viloma · visama vritti